# Paolo Toschi (konstnär)
Paolo Toschi, född den 7 juni 1788 i Parma, död där den 30 juli 1854, var en italiensk kopparstickare.
Toschi studerade i Paris under Bervic och blev först bemärkt genom ett stick efter Henrik IV:s intåg i Paris av Gérard. Av hans arbeten kan vidare nämnas Kristus bär sitt kors och Madonna della Tenola, båda efter Rafael. an blev professor i kopparstickskonst och direktör för konstakademien i Parma 1837, vid vilken tid han i koppar stack Kristi nedtagande från korset efter Daniele da Volterra. Han utförde i stick även porträtt av framstående samtida samt av äldre tiders stormän (Macchiavelli, Alfieri med flera).